# Freundsche Maschinenfabrik
Die Freundsche Maschinenfabrik war ein deutsches Maschinenbau-Unternehmen mit Sitz in Berlin.

## Geschichte

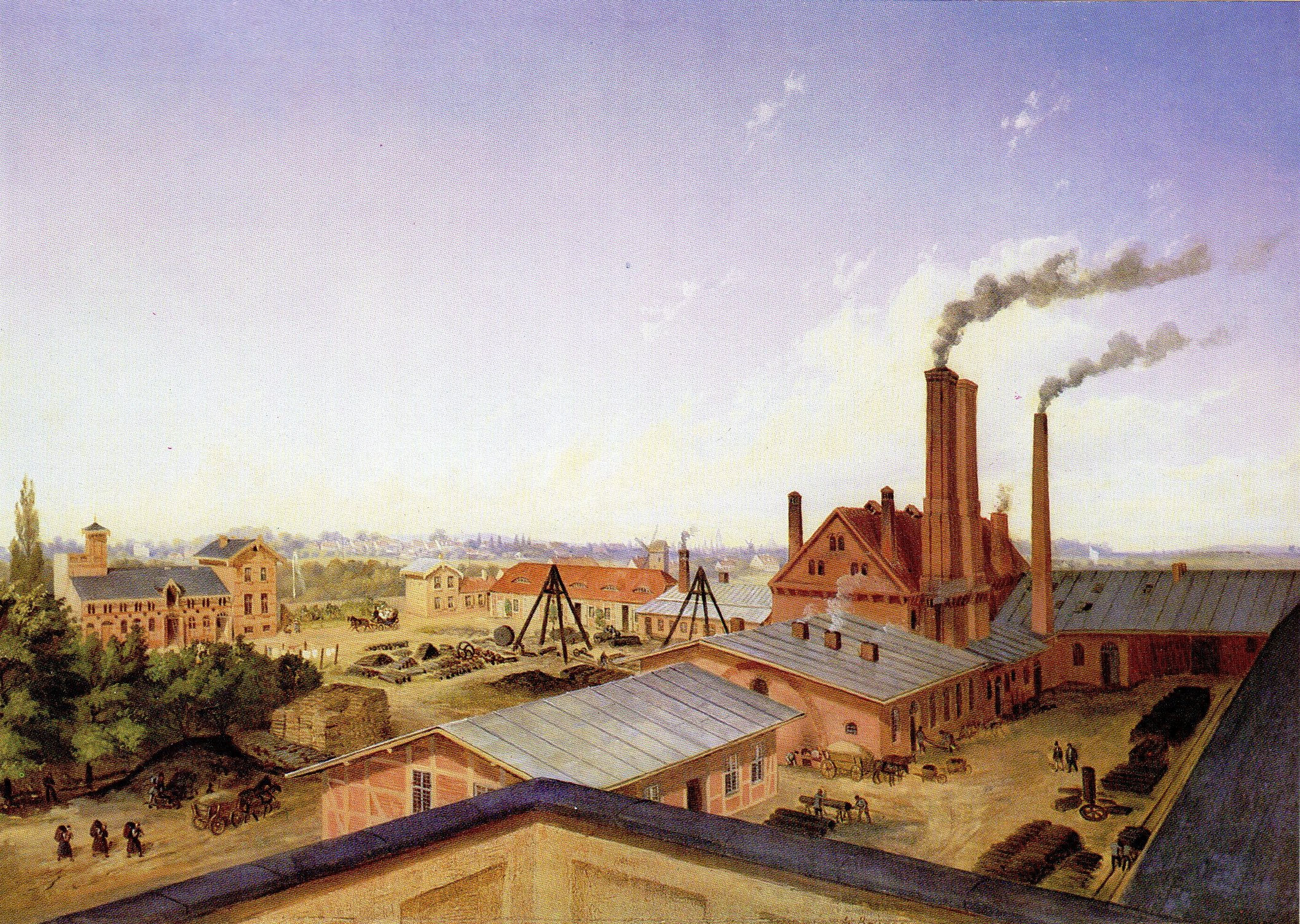
Die Freund'sche Maschinenfabrik in Charlottenburg im Jahr 1860

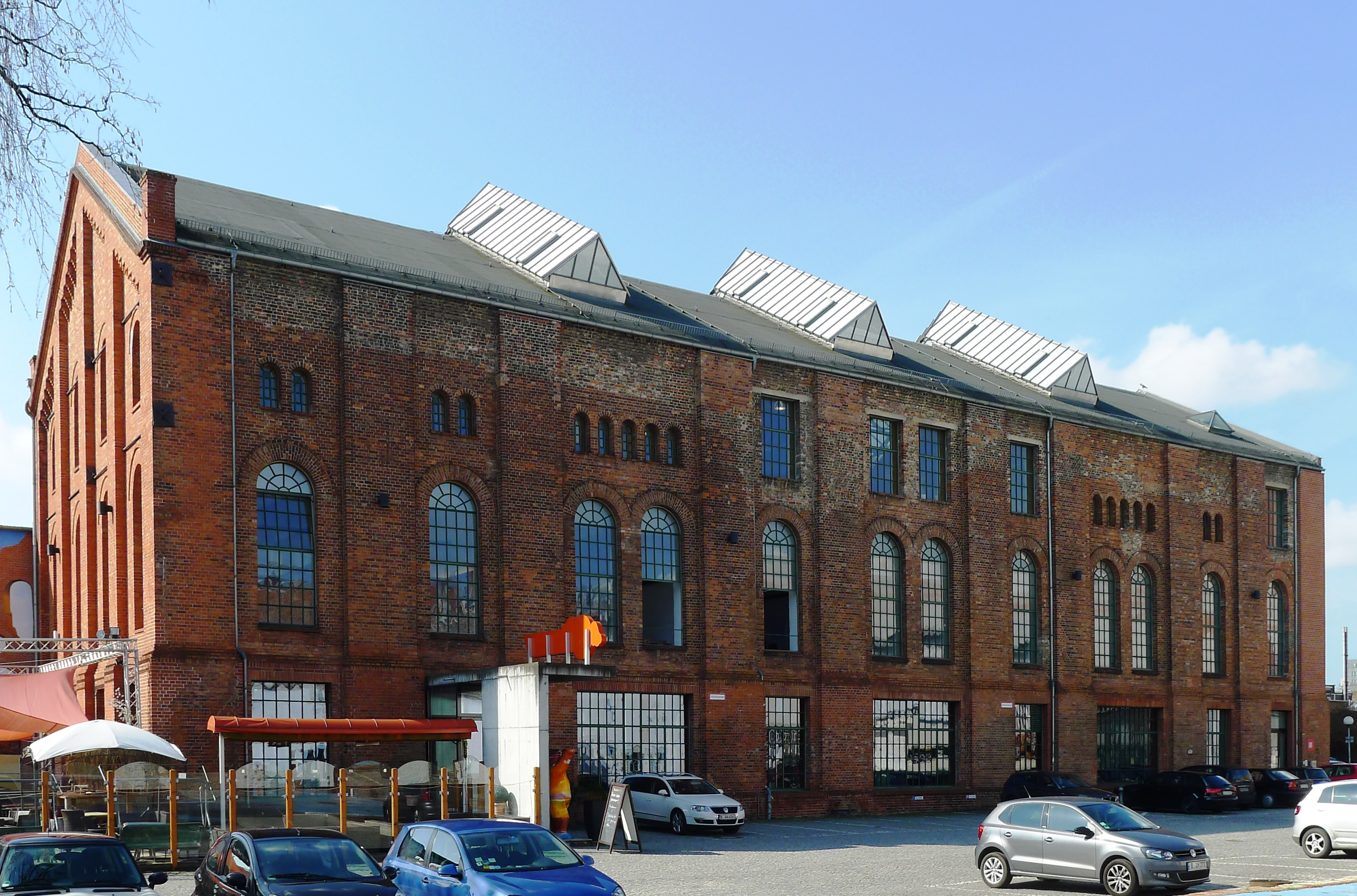
Erhaltenes Gebäude in der Franklinstraße 9–10

Georg Christian Freund gründete 1815 in Berlin eine Maschinenfabrik. Die Produktionsstätte lag in der Mauerstraße 34, in der feinmechanischen Werkstatt des Postrats Carl Philipp Heinrich Pistor. In Zusammenarbeit mit Pistor gelang Freund dort 1816 die Konstruktion der ersten funktionstüchtigen Dampfmaschine in Berlin.  Als Georg Christian Freund 1819 überraschend starb, übernahm sein 1816 als Lehrling in die Werkstatt eingetretener Bruder Julius Conrad Freund die Leitung des Betriebes und führte das Unternehmen gemeinsam mit Hans Peter Kreiner (1804–1882) als Firma "J. C. Freund & Co." fort. Die Produktion wurde in die Holzgartenstraße nahe der Spree verlegt. 1821 erfolgte erneut eine Verlegung in die vormalige Sieburgsche Fabrik in der Kasernenstraße (heute Ebertstraße) am Brandenburger Tor. Um 1824 trat der zweitjüngste Bruder von Julius Conrad Freund, Martin August Freund (1806–1827) als Mechaniker in die Firma ein und wurde Teilhaber.
Die Firma erhielt staatliche und private Aufträge in immer größerem Umfang. Dabei stand der Dampfmaschinenbau, mit ständigen Verbesserungen, im Vordergrund. Die Firma baute aber auch vollständige Einrichtungen für Brennereien und Zuckerfabriken, Mühlen, Walzen, Ölpressen, Hebewerke usw.
Zwischen 1837 und 1839 wurde in Charlottenburg zwischen Landwehrkanal und Spreebogen, auf dem sog. Tiergartenfeld (später Salzufer und Franklinstraße 9 & 10), eine Kesselbau-Anstalt und Eisengießerei errichtet.
Um 1870 erfolgte der Bau einer neuen Fabrikhalle in der Franklinstraße Nr. 9 & 10 und 1871 erfolgte die Umwandlung der Firma in die "Berliner Aktiengesellschaft für Eisengießerei und Maschinenfabrikation (vorm. J. C. Freund & Co.)". Bis 1873 wurde die bestehende Fabrik am Salzufer Nr. 9–12 ausgebaut. 1883 wurde ein Teil des Geländes mit den Fabrikeinrichtungen (Franklinstraße 28/29) von Siemens erworben. Ende 1922 wurde eine Stahlgießerei in Betrieb genommen.
1925 musste der veraltete und nicht mehr ausdehnungsfähige Werkstättenbetrieb infolge der Inflation stillgelegt werden. Durch einen Arbeitsgemeinschaftsvertrag mit der Firma "Maschinenbau-AG vormals Starke & Hoffmann" in Hirschberg (Schlesien), wurde die Abteilung Stahlwasserbau dort erneut ins Leben gerufen. Die drei Abteilungen Schleusenbau, d. h. Triebwerke für Kunstbauten im Wasser- und Eisenbahnbau, Mälzereianlagen und Pumpmaschinen für Rein- und Schmutzwasser wurden von Starke & Hoffman übernommen. Die technischen Büros dieser Abteilung verblieben als Stützpunkte in Berlin.
Ab 1926 firmierte die Abteilung Stahlwasserbau als selbständige Firma "Freund-Starkehoffmann-Maschinen-Aktiengesellschaft", Berlin-Charlottenburg. Dort wurden namhafte Aufträge ausgeführt, so z. B. für die größten Schleusen Europas in Anderten für den Mittellandkanal sowie maschinelle Ausrüstungen, die beim Ausbau von Wasserstraßen und Schleusen im In- und Auslande benötigt wurden. 1927 musste die Produktion eingestellt werden, nachdem der Absatz eingebrochen war.
Ab 1929 wurde in einigen Gebäuden der stillgelegten Fabrik in der Franklinstraße das private Tell-Halaf-Museum eingerichtet. 1943 wurden die Gebäude durch Bomben weitgehend zerstört. Das erhaltene Gebäude in der Franklinstraße 9 & 10 ist als Baudenkmal gelistet.